# Campylonotus
Campylonotus is een geslacht van kreeftachtigen uit de klasse van de Malacostraca (hogere kreeftachtigen).

## Soorten
- Campylonotus arntzianus Thatje, 2003
- Campylonotus capensis Spence Bate, 1888
- Campylonotus rathbunae Schmitt, 1926
- Campylonotus semistriatus Spence Bate, 1888
- Campylonotus vagans Spence Bate, 1888